# Cordillera de los Vosgos
La cordillera de los Vosgos o macizo de los Vosgos (en francés: Massif des Vosges; en alemán: Vogesen) es un sistema montañoso en el noreste de Francia, frontera natural entre las regiones de Alsacia y de Lorena.
Su cúspide es el monte del Gran Ballon o Ballon de Guebwiller, con 1424 m, situado al sur del macizo. Hacia el norte las alturas son inferiores, alrededor de los 400 m s. n. m. (metros sobre el nivel del mar).
Su origen se encuentra en un horst debido a la escisión en dos de un sistema montañoso anterior, por la falla que forma la fosa (graben) renana, por la que discurre el Rin, dando origen al oeste a los Vosgos y al este a la Selva Negra que es el horst paralelo.
Este sistema montañoso incluye dos parques naturales regionales: al sur, el Parque natural regional de los Ballons de los Vosgos, y al norte, el Parque natural regional de los Vosgos del Norte. Este último forma, junto con el Parque natural del Bosque del Palatinado en Alemania, la reserva de la biosfera de la Unesco Bosque del Palatinado-Vosgos del Norte.

## Descripción
El macizo de los Vosgos tiene un perfil muy asimétrico. El sur está formado por rocas cristalinas y el norte por rocas areniscas, y las laderas occidentales son de pendientes suaves mientras que las laderas orientales caen de manera abrupta hacia la llanura de Alsacia.
Los Vosgos cristalinos se componen de una cresta principal en forma de J invertida, a la que vienen a unirse varias cadenas secundarias que separan los valles de los afluentes del Mosela en la vertiente lorenesa y del Ill en la vertiente alsaciana. Al norte del valle del Bruche, los Vosgos forman una serie de colinas areniscas cuya altitud disminuye después del puerto de Saverne. Este separa el macizo meridional del macizo septentrional de los Vosgos del Norte que se prolongan más allá de la frontera franco-alemana en el Bosque del Palatinado (Pfälzerwald).

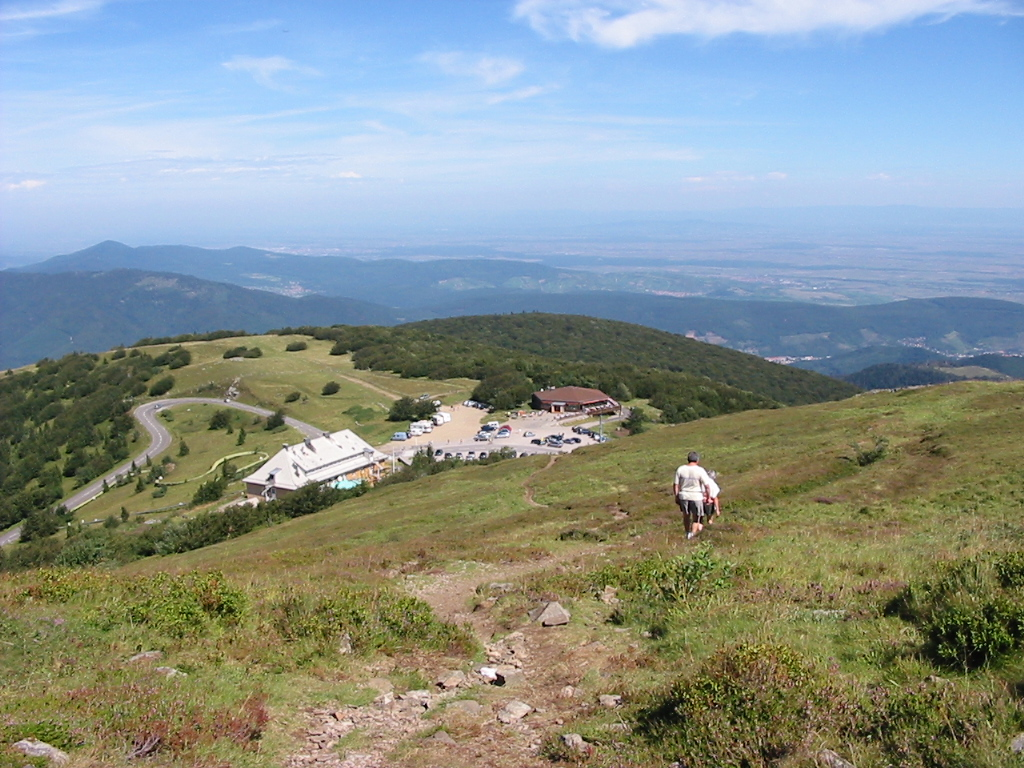
Cima del Gran Ballon, máxima altitud de la cordillera.

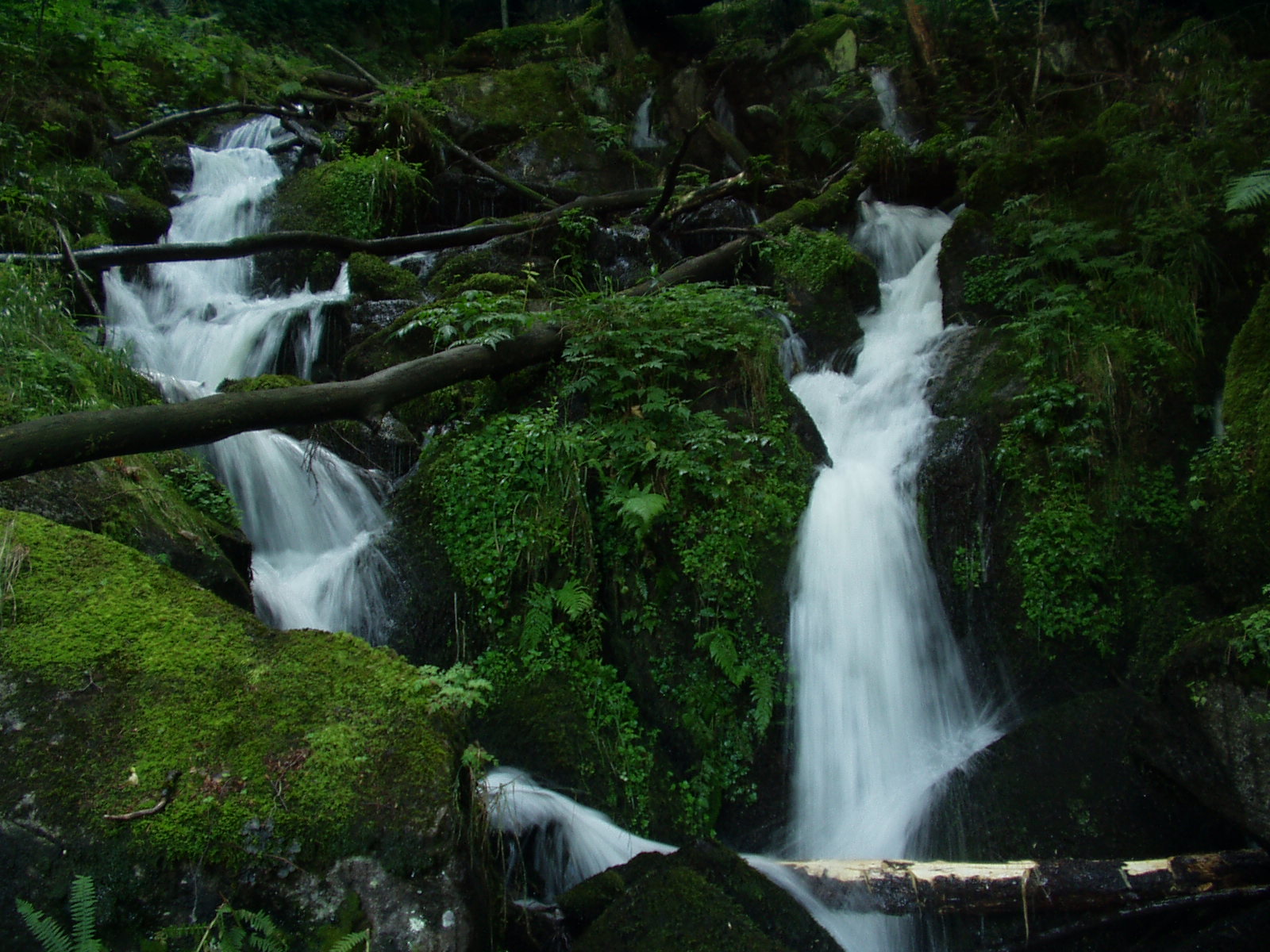
Cascada en el bosque natural de los Vosgos.

### Cumbres
Los catorce picos de más de 1300 m son:
- Gran Ballon (1424 m)
- Storkenkopf (1366 m)
- Hohneck (1363 m)
- Kastelberg (1350 m)
- Klintzkopf (1330 m)
- Rothenbachkopf (1316 m)
- Lauchenkopf (1314 m)
- Batteriekopf (1311 m)
- Inicio de Falimont (1306 m)
- Turf de Faing (1306 m)
- Rainkopf (1305 m)
- Turf Ridge (1303 m)
- Ringbuhl (1302 m)
- Soultzereneck (1302 m)

Lista a la que se añaden otros picos importantes:
- Tanet (1292 m)
- Pequeño Ballon (1272 m)
- Markstein (1265 m)
- Ballon d'Alsace (1247 m)
- Ballon de Servance (1216 m)
- Drumont (1200 m)
- Consejo de las bellas niñas (1148 m)
- Molkenrain (1123 m)
- Campo de Fuego (1099 m)
- Donón (1009 m)
- Climont (965 m)
- Ormont (901 m)
- Vieil Armand (856 m)

(Kopf significa 'cabeza' en alemán y en alsaciano.)

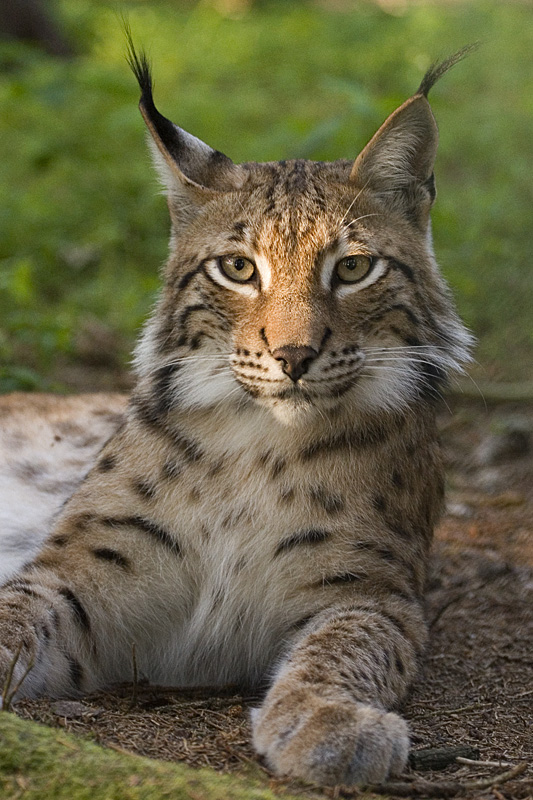
Lince boreal, especie reintroducida.

## Fauna y flora
La vegetación de este macizo está dominada por los pinos y abetos, muy abundantes debido a una silvicultura ampliamente desarrollada a mediados del siglo XIX, siendo menos abundantes las hayas y los robles.
Los dos emblemas del macizo son el arándano silvestre, comúnmente llamado brimbelle , incluido en la tarta tradicional que está presente en el menú de los restaurantes de la región, y el narciso, festejado cada primavera en Gérardmer.
La agricultura tradicional (patata, centeno, huerta) se complementa con la cría de ovejas y vacas en los pastos de montaña. La leche de la vaca de los Vosgos es la base del queso munster.
El bosque es el hogar de grandes mamíferos como el ciervo y el corzo. El rebeco y el lince boreal han sido reintroducidos, pero el animal símbolo de los Vosgos es el urogallo, hoy día en peligro de extinción. Entre las demás aves, abundan las rapaces como los halcones, lechuzas, búhos, cuervos, la curruca, el faisán, etc.